# Цяньси (Таншань)
Цяньси́ (кит. упр. 迁西, пиньинь Qiānxī, буквально: «к западу от Цяньань») — уезд городского округа Таншань провинции Хэбэй (КНР).

## История
В 1947 году во время гражданской войны западная часть уезда Цяньань была выделена в отдельный уезд, получивший название Цяньси.
В 1949 году был образован Специальный район Таншань (唐山专区), и уезд вошёл в его состав. В 1959 году уезд Цяньси был разделён между уездами Цзуньхуа и Цяньань, но в 1961 году воссоздан. В 1968 году Специальный район Таншань был переименован в Округ Таншань (唐山地区). В 1983 году решением Госсовета КНР город Таншань и округ Таншань были расформированы, и уезд Цяньси вошёл в новосозданный Городской округ Таншань.

## Административное деление
Уезд Цяньси делится на 1 уличный комитет, 9 посёлков и 8 волостей.